# Comuna de Parzęczew
Parzęczew (polaco: Gmina Parzęczew) é uma gminy (comuna) na Polónia, na voivodia de Lodz e no condado de Zgierski. A sede do condado é a cidade de Parzęczew.
De acordo com os censos de 2004, a comuna tem 5433 habitantes, com uma densidade 52,3 hab/km².

## Área
Estende-se por uma área de 103,82 km², incluindo:
- área agricola: 73%
- área florestal: 15%

## Demografia
Dados de 30 de Junho 2004:
Predefinição:Info/Comuna da Polónia/Demografia
De acordo com dados de 2002, o rendimento médio per capita ascendia a 1150,88 zł.

## Comunas vizinhas
- Aleksandrów Łódzki, Dalików, Łęczyca, Ozorków, Ozorków, Wartkowice, Zgierz